# Garen
Garen är en sjö i Värnamo kommun i Småland och ingår i Lagans huvudavrinningsområde. Sjön har en area på 0,0648 kvadratkilometer och ligger 163,9 meter över havet.

## Delavrinningsområde
Garen ingår i det delavrinningsområde (634420-139459) som SMHI kallar för Nedlagd mätstation. Avrinningsområdets medelhöjd är 169 meter över havet och ytan är 52,84 kvadratkilometer. Räknas de 61 delavrinningsområdena uppströms in blir den ackumulerade arean 1 155,4 kvadratkilometer. Delavrinningsområdets utflöde Lagan (Härån) mynnar i havet. Delavrinningsområdet består mestadels av skog (49 procent), jordbruk (16 procent) och sankmarker (15 procent). Avrinningsområdet har 0,19 kvadratkilometer vattenytor vilket ger det en sjöprocent på 0,4 procent. Bebyggelsen i området täcker en yta av 3,48 kvadratkilometer eller 7 procent av avrinningsområdet.